# BNY Mellon Center
BNY Mellon Center (do roku 2009 Mellon Bank Center) je 4. nejvyšší mrakodrap ve Filadelfii. Má 54 pater a měří 241 m. Byl navržen firmou Kohn Pedersen Fox Associates a jeho vlastníkem je HRPT Properties Trust. Dokončen byl v roce 1990. Stojí na ulici Market Street a je součástí komplexu Penn Center.